# Марчіана-Марина
Марчіана-Марина (італ. Marciana Marina) — муніципалітет в Італії, у регіоні Тоскана,  провінція Ліворно.
Марчіана-Марина розташована на відстані близько 220 км на північний захід від Рима, 140 км на південний захід від Флоренції, 85 км на південь від Ліворно.
Населення — 1955 осіб (2014).
Щорічний фестиваль відбувається 12 серпня. Покровитель — Santa Chiara.

## Демографія
Населення за роками:

Станом на 1 січня 2023 року в муніципалітеті офіційно проживали 124 іноземці з 26 країн, серед них 76 громадян країн Євросоюзу та 8 громадян України.

## Сусідні муніципалітети
- Марчіана